# 君の瞳の中から
「君の瞳の中から」（きみのひとみのなかから）は、ZNXの1枚目のシングル。
1993年末に公開された東映配給映画『ぷるぷる 天使的休日』主題歌及び朝日放送制作・テレビ朝日系『お姉さんの朝帰り』エンディング・テーマ。

## 収録曲
- 全作詞：妹尾研祐、作曲：松尾宗仁、編曲：松尾宗仁・佐藤宣彦

1. 君の瞳の中から
2. Naked Honey
3. 君の瞳の中から (inst.)

## レコーディング参加
- 関雅夫 - ベース
- 小森啓資 - ドラム